# Makedonisch-Römische Kriege
Als Makedonisch-Römische Kriege (auch: Makedonische Kriege) werden die drei Auseinandersetzungen zwischen dem Römischen Reich einerseits und dem Königreich Makedonien unter der Herrschaft der Antigoniden andererseits im 3. und 2. Jahrhundert v. Chr. bezeichnet. In dieser Zeit wurde Rom zur beherrschenden Macht Griechenlands.
Rom und Makedonien waren ab 229 v. Chr. aus zwei Gründen politische Gegner geworden: Zum einen hatte Rom in Illyrien ein Protektorat errichtet, zum anderen schloss Philipp V. von Makedonien 215 v. Chr. ein Bündnis mit Roms Gegner Hannibal.
Die Römer verbündeten sich mit verschiedenen griechischen Mittelmächten, die der makedonischen Hegemonie über Griechenland feindlich gegenüberstanden. 196 v. Chr. wurde Philipp schließlich zu einem Friedensschluss gezwungen, der ihm große territoriale Verluste einbrachte und ihn zum römischen Alliierten machte.
Später verschärfte sich die Politik der Römer gegenüber Griechenland, und 168 v. Chr. wurde das makedonische Königtum unter Philipps Sohn Perseus vernichtet. Zwischen 151 und 148 erklärte sich ein Andriskos, der sich als Sohn des Perseus ausgab, zum König. Nach seiner Niederlage schufen die Römer schließlich die Provinz Makedonien und gingen damit zur Ausübung einer direkten Herrschaft über.

## Hauptartikel
- Der Erste Makedonisch-Römische Krieg wurde zwischen 215 und 205 v. Chr. geführt und endete relativ ergebnislos.
- Im Zweiten Makedonisch-Römischen Krieg von 200 bis 197 v. Chr. endete die makedonische Hegemonie über Griechenland.
- Als Folge des Dritten Makedonisch-Römischen Krieges (171–168 v. Chr.) wurde das makedonische Reich zerschlagen.